# 沃伊尼克
沃伊尼克（斯洛維尼亞語： 發音：[ˈʋoːi̯nik]），是斯洛維尼亞東部沃伊尼克市鎮的最大的聚居地及行政中心。它位於采列以北的胡迪尼亞河畔。當地是下施蒂里亞傳統地區的一部分，現在包含在薩維尼亞統計區中。
當地人以農業為生，但也有許多小企業。沃伊尼克在1306年首次提及。該鎮曾多次發生火災，1839年該鎮甚至被夷為平地。

## 教堂
當地的堂區教堂是獻給聖巴托洛繆，屬於天主教采列教區。這是一座建於1899年的新羅馬式建築。聚居地的第二座教堂是獻給聖弗洛里安。它的歷史可以追溯到15世紀中葉，有一座哥德式聖殿和一座17世紀的中殿。

## 外部連結
- 沃伊尼克市镇官方网站 （页面存档备份，存于） （斯洛文尼亚文）
- Vojnik on Geopedia （页面存档备份，存于）